# Бакелманс, Лоде
Лоде Бакелманс (фр.Lode Baekelmans ; 26 января 1879, Антверпен — 11 мая 1965, там же) – бельгийский писатель
, историк литературы.
Писал на нидерландском языке.
Автор романов «Из серых туманов» (1901), «Личины» (1907), «Тилле» (1912), «Г-н Снепвангерс» (1918). Работ по книговедению, истории литературы, мемуаров «Встречи» (1951).

## Избранные сочинения
- Havenlichtjes (1905)
- Zonnekloppers (1906)
- Dwaze Tronies (1907)
- Mijnheer Snepvangers (1919)
- Europa hotel (1921)
- De blauwe schuyte (1924)
- Elck wat wils (1925)
- De ongerepte heide (1927)
- Het rad van avontuur (1933)
- Ontmoetingen (1951)